# 김지혜 (성우)
김지혜(1974년 1월 18일 ~ )는 대한민국의 성우이다. 1997년 ~ 1998년까지 대교방송 3기 공채 성우로 입사하여 활동하다가 1999년 KBS 27기 공채 성우로 재데뷔했다.

## 출연 작품

### 애니메이션
- 마호로매틱 - 성유리
- 거북이 특공대Z (SBS) - 에이프릴
- 건퍼레이드 오케스트라 (애니맥스) - 히코무로 아즈사
- 공룡시대 : 작은 공룡 소동 (카툰네트워크) - 세라
- 구름빵 (KBS) - 홍시
- 긴급출동! 레스큐파이어 (재능TV) - 마리아 / 에이미
- 꼬잉꼬잉 이솝극장 (SBS) - 미랄라, 엘비스
- 꾸러기 닌자 토리 (재능TV) - 타로
- 네티비 (KBS) - 네티 / 디어디
- 닌자의 왕 (애니맥스) - 오다 야에
- 데스노트 (애니원) - 유미
- 도라에몽 (챔프) - 데키스키 히데토시(영민), 노비 세와시(장구)
- 드래곤볼Z 극장판: 신들의 전쟁 (MOVIE) - 부르마
- 디가타 원정대 (애니맥스) - 멜로사
- 떼굴떼굴 꼬마도치 (대교방송 - 토리 엄마, 부티부티 엄마
- 뛰뛰빵빵 구조대 (KBS) - 키리
- 렛츠 댄스 (KBS) - 특수학급 선생님, 보람이 엄마
- 로라와 버지니아 (니켈로디언) - 하이디
- 루팡 3세 바이바이 리버티 위기일발 (애니박스) - 이자벨
- 맑음 때때로 뿌이뿌이 (애니원) - 양나나, 띵호와 여사
- 마당을 나온 암탉 (SBS) - 원앙모 / 마당 암탉
- 마징카이저 (애니원) - 애미
- 메다로트 (챔프) - 바게트
- 미래전사 오공 (애니맥스) - 수지
- 바다가 들린다 (MOVIE) - 무토 리카코
- 반드레드 (챔프) - 파르페
- 배트맨 (카툰네트워크) - 귀부인
- 베리베리 뮤우뮤우 (SBS) - 자루비
- 베이비 마이러브 (애니맥스) - 토쿠나가 코코로
- 블랙잭 - 어둠의 의사 (KBS) - 피노코 / 카티나
- 스모모모모모모 ~지상최강의 신부~ (애니박스) - 코가네이 텐텐
- 시끌벅적 하우이와 벌거숭이들 (애니맥스) - 푸들
- 아쥐르와 아스마르 (KBS) - 소년 아쥐르
- 알록달록 크레용 (KBS) - 딩딩
- 알쏭달쏭 수수께끼? (애니박스) - 에나벨
- 애플캔디걸 (KBS) - 피피
- 엑스 극장판 (애니박스) - 히노토 / 야토지 사츠키
- 여신 후보생 (애니맥스) - 티라
- 우주에서 온 모자코 (애니맥스) - 미나
- 원피스 (KBS, 투니버스) - 벨메일
- 은하로 킥오프 (애니맥스) - 서미애
- 재키찬 어드벤처 (KBS) - 파코
- 제비뽑기 언밸런스 OVA (애니맥스) - 리사 험비, 야마다 카오루코
- 접지전사 (SBS) - 여미소, 파이탄, 재스민
- 주홍이의 그림일기 (애니원) - 수란
- 천지무용 한 여름밤의 이브 (애니박스) - 미호시
  - 천지무용 in LOVE (애니박스) - 미호시
- 카투시 (아리랑 TV) - 이사벨 공주
- 컴퓨터 전사 가디언 (대교방송) - 마우스
- 쿵푸공룡수호대 (KBS) - 강우디
- 택틱스 (애니맥스) - 스자쿠인 마이
- 투모로우 나라의 마일스 (디즈니 주니어) - 피비 칼리스토
- 파워퀀텀맨 (KBS) - 진가비
- 하늘이와 구름요정 (애니원) - 하늘이
- 호기심대장 삐악이 (KBS) - 해설
- 환상마전 최유기 (애니원) - 이린, 옥면공주
  - 최유기 리로드 (투니버스) - 이린
- DARKER THAN BLACK -흑의 계약자- (애니맥스) - 아리사 / 리사

### 영화
- 15분 (KBS) - 로즈 (샤를리즈 테론) / 호킨스의 동료 (킴 커트랠) / TV 방송 목소리
- 20 30 40 (KBS) - 이통 (양기)
- 거북이는 의외로 빨리 헤엄친다 (KBS) - 스즈메 (우에노 주리)
- 게놈 프로젝트 (KBS)
- 고스트 쉽 (SBS) - 케이티 하그로브 (에밀리 브라우닝)
- 꼬마돼지 베이브 (SBS) - 플라이 (미리엄 마고리스)
- 나의 그리스식 웨딩 (SBS) - 프리다 (마리아 바크랫시스)
- 남과 여 (SBS)
- 뉴저지 드라이브 (KBS)
- 뉴 이어스 데이 (SBS) - 제이크의 동생(헤일리 노트)
- 대사건 (KBS) - 레베카 (진혜림)
- 드리머 (KBS) - 케일 크레인 (다코타 패닝)
- 라벤더 (KBS) - 아데나 (진혜림)
- 러브 레터 (SBS)
- 러시 아워 3 (SBS) - 제느비에브 (노에미 르누아르)
- 레이싱 스트라이프스 (SBS) - 샌디 암말 (맨디 무어)
- 룩 앳 미 (SBS) -  카린 (비르지니 드사르노) / 룬나 (엠마 베죠)
- 마디타와 리사벳 (EBS) - 마디타 (요나 릴옌달)
- 마지막 보이스카웃 (SBS) - 대런 (대니엘 해리스)
- 말썽꾸러기 로타 (EBS) - 로타 (그레테 하브네스콜드)
  - 못 말리는 로타 (EBS) - 로타 (그레테 하브네스콜드)
- 매드 맥스 3 (SBS)
- 모스맨 (SBS) - 메리 (데브라 메싱)
- 무간도 (KBS) - 이심아 (진혜림)
  - 무간도 3 (KBS) - 이심아 (진혜림)
- 바이센테니얼 맨 (SBS) - 갈라테아 (키얼스턴 워런)
- 바텔 (SBS)
- 별의 목소리 (KBS) - 나가미네 미카코 (시노하라 미카)
- 블라인드 가이 (KBS) - 마리 (아멜리아 프라가스티스) / 재스민 (제니퍼 앨든)
- 사랑도 통역이 되나요? (SBS) - 케리 (애나 패리스) / 샬롯의 친구
- 사랑할 때 버려야 할 아까운 것들 (KBS) - 마린 (아만다 피트)
- 사운드 오브 뮤직 (SBS) - 루이자 (히더 멘지스)
- 스워드 피쉬 (SBS) - 홀리 (캠린 그림스) / 헬가 (로라 레인) / 인질 (마리나 블랙)
- 스톰 셀 (KBS) - 데이나 (엘리스 리브스크) / 어린 에이프릴 (케이티 딘스모어)
- 식스티 세컨즈 (KBS) - 차량국 직원 (알렉산드라 발라후티스) / 초보 운전생 (그레이스 우나)
- 신부와 편견 (KBS) - 자야 (남라타 시로드카)
- 아이언맨 (KBS) - 페퍼 (귀네스 팰트로)
  - 아이언맨 2 (KBS) - 페퍼 (귀네스 팰트로)
- 어쌔신 (SBS) - 일렉트라 (줄리앤 무어)
- 엑소시즘 (KBS)
- 왝 더 독 (KBS) - 샤론 (제나 번)
- 웰컴 투 사라예보 (KBS) - 헬렌 (줄리엣 오브리)
- 유니버셜 솔져 2 (SBS)
- 이너프 (KBS)
- 이니셜 D (KBS) - 나츠키 (스즈키 안)
- 인비저블 서커스 (KBS) - 피비 (조더나 브루스터)
- 자호접 (KBS) - 탕 이링 (리빙빙)
- 좋은 걸 어떡해 (KBS)
- 죽음의 씨앗 (KBS)
- 책상 서랍 속의 동화 (KBS) - 학생(자오제)
- 처음 만나는 자유 (SBS)
- 첨밀밀 (KBS) - 이요 (장만옥)
- 청설 (KBS) - 샤오펑 (천옌시)
- 칠 팩터 (SBS) - 번 (허드슨 레익)
- 캣츠 앤 독스 (SBS) - 브루디 부인 (엘리자베스 퍼킨스)
- 컨피던스 (SBS) - 니콜 (니콜 마리 렌즈)
- 크림슨 리버 2 (KBS) - 마리아 (카미유 나타)
- 킬 빌 (SBS) - 소피 (줄리 드레이퍼스)
- 타임라인 (KBS) - 레이디 클레어 (애나 프릴)
- 터미널 스피드 (SBS)
- 터미네이터 2 (KBS) - 여자아이 (리사 브리니가) / 정신병원 경비원 (노엘 에반젤리스티) / 경찰 무전
- 투 윅스 노티스 (SBS) - 준 카버 (얼리샤 퀴트)
- 트랩트 (KBS) - 에비 (다코다 패닝)
- 파이터 (KBS) - 샬린 (에이미 애덤스)
- 페이스 오프 (SBS) - 제이미 (도미니크 스웨인)
- 펭 슈이 (KBS)
- 피너츠 송 (SBS) - 주디 웹 (파커 포시)
- 피시는 사춘기 (KBS) - 로라 (캐시 도)
- 행복한 날들 (KBS) - 오영 (동지에)
- 휴먼 스테인 (SBS) - 스티나 (저신다 배럿)
- 흑협 2 (KBS)

### 외화 시리즈
- 닥터후 (KBS) - 에이미 폰드 (카렌 길런)
- 대마법사 멀린 (KBS) - 어린 니무에 (아그니에스즈카 코손) / 귀네비브 (레나 헤디)
- 말괄량이 마법학교 (SBS) - 벨라도나 (프란체스카 이셔우드)
- 블라인드 저스티스 (KBS) - 캐런 (메리솔 니컬스)
- 삼국지 (KBS) - 조황후
- 최후의 카테고리 7 (KBS) - 멜로디 (안드레아 루이) / 라이라 (레이철 스카르스텐)
- 넘버스 (SBS)
- 스타는 괴로워 (KBS)
- 투명인간 (KBS)
- X파일 (KBS)

### 특촬물 시리즈
- 미라클 멜로디 (투니버스) - 나유미

### 게임
- 파랜드 심포니 - 싸이아
- 두근두근 메모리얼 - 유이나
- 진 삼국무쌍 2 - 대교

### 라디오
- 라디오시트콤 "우리집식구는 아무도 못말려"(KBS) - 세리
- 환타지 특급 - 드래곤 라자 - 제미니, 다레니안(KBS)
- KBS 무대 10년(홍어)(KBS 제2라디오)
- KBS 무대 10년(외딴방)(KBS 제2라디오)
- KBS 무대 10년(캥거루 가족의 독립운동)(KBS 제2라디오)
- KBS 라디오 극장 10년(4월의 물고기)(KBS 라디오) - 서인
- 보람이네 집(KBS) - 윤보람

### 방송
- 현장경제(KBS)
- 한국이 보인다(KBS국제방송)
- 시사포커스"인물포커스"(KBS)
- 뉴스투데이"월드투데이"(KBS)
- 시사터치 코미디 파일(KBS)

## 수상
- 2001년 12월 KBS 여자연기 신인상 수상

## 같이 보기
- 한국방송 성우극회